# Knipowitschia punctatissima
Knipowitschia punctatissima é uma espécie de peixe da família Gobiidae. É endémica de Itália.
Os seus habitats naturais são os rios e nascentes de água doce. Está ameaçada por perda de habitat.